# 피버디상

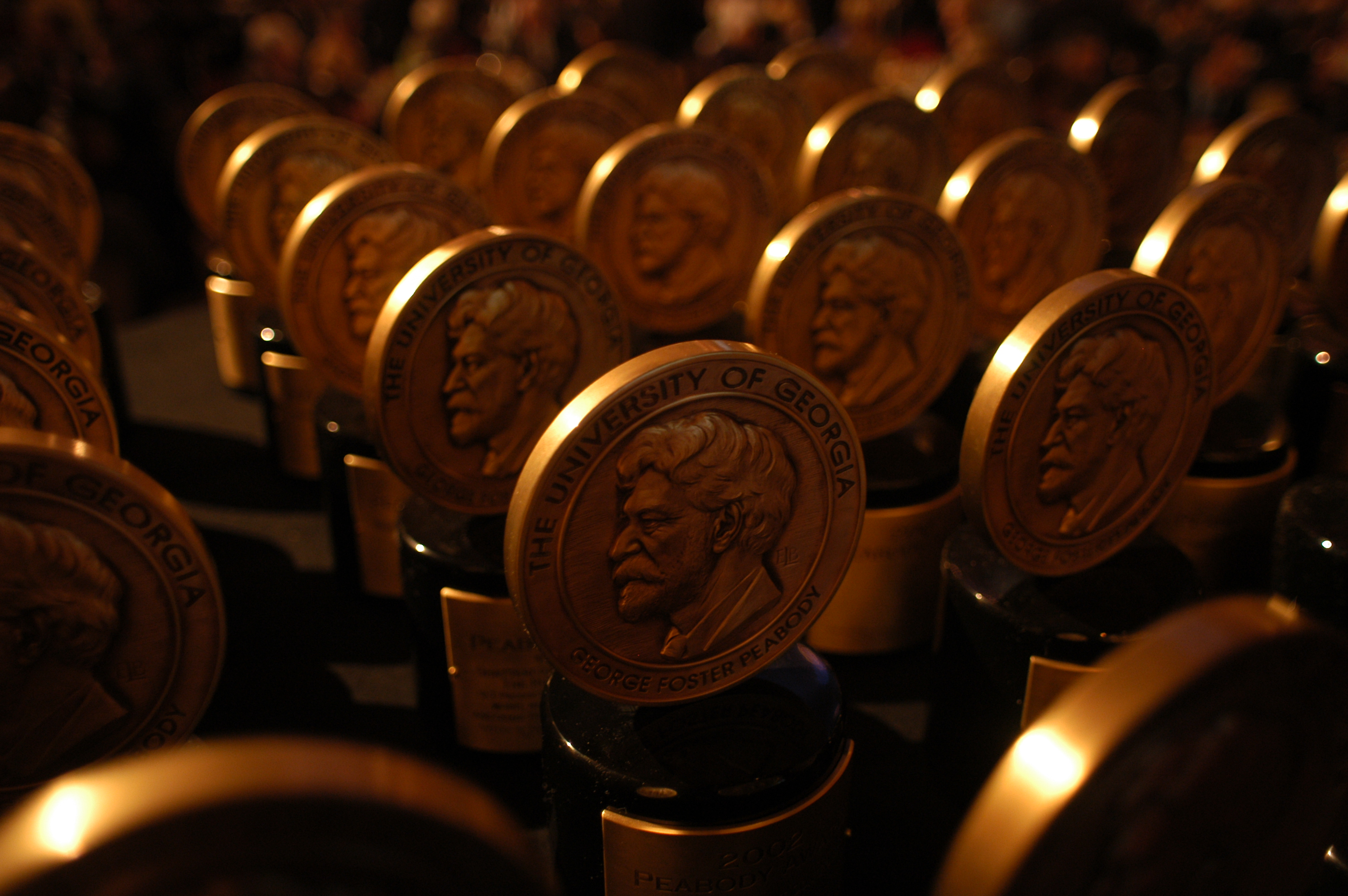

조지 포스터 피버디상(영어: George Foster Peabody Awards 조지 포스터 피보디상[*]), 줄여서 피버디상(영어: Peabody Awards 피보디상[*])은 우수한 라디오·텔레비전·온라인 방송에 주어지는 국제상이다. 라디오 업계의 퓰리처상을 만들자는 취지에서 1938년 태동하였으며, 1941년 3월 29일 1940년의 공로에 대해 수여한 것이 첫 시상이다. 전자미디어 매체에서 가장 오래된 상 중 하나이다. 상의 이름은 사업가이자 자선가였던 조지 포스터 피보디(George Foster Peabody)의 이름에서 따왔다.